# Келлі Лінк
Келлі Лінк (англ. Kelly Link; нар. 19 липня 1969, Маямі, США) — американська редакторка та письменниця у жанрі фентезі, наукової фантастики та фантастики жахів. Деякі її твори написані у жанрі магічного реалізму. Отримала премію «Г'юго», три премії «Неб'юла» та Всесвітню премію фентезі.

## Біографія
Келлі Лінк народилася 19 липня 1969 року у місті Маямі, штат Флорида, США. Закінчила Колумбійський університет у Нью-Йорку та здобула ступінь магістерки мистецтв в Університеті Північної Кароліни в Грінзборо.
Келлі Лінк та її чоловік Гевін Грант керують власним видавництвом «Смолл Бір Пресс», яке знаходиться у Нортгемптоні, штат Массачусетс. Вони також були редакторами антології «Найкраща фентезі та жах року» разом з Еллен Датлов протягом 5 років до 2008 (пара успадкувала «фентезійну» частину антології від Террі Віндлінг у 2004 році).
Лінк працювала викладачкою в Університеті Ленуар-Райн у Гікорі, штат Північна Кароліна. Крім того, проводила майстер-класи у багатьох університетах та коледжах, серед яких Університет штату Мічиган.
Живе з Гевіном Грантом у Нортгемптоні, Массачусетс. Народила дочку Урсулу Аннабель Лінк Грант (англ. Ursula Annabel Link Grant).

## Твори

### Збірки
- 2000 — «Відбуваються дивні речі» (англ. Stranger Things Happen)
- 2000 — «4 історії» (англ. 4 Stories)
- 2005 — «Магія для початківців[en]» (англ. Magic for Beginners)
- 2008 — «Милі монстри» (англ. Pretty Monsters)
- 2012 — «Початкові історії» (англ. Origin Stories)
- 2015 — «Потрапити у халепу» (англ. Get in Trouble)

### Коротка проза
- 1995 — «Вода зі спини чорного собаки» (англ. Water Off a Black Dog's Back)
- 1996 — «Подорожі зі Сніжною королевою» (англ. Travels with the Snow Queen)
- 1998 — «Капелюх спеціаліста» (англ. The Specialist's Hat)
- 2000 — «Туфлі та шлюб» (англ. Shoe and Marriage)
- 2001 — «Привид Луїзи» (англ. Louise's Ghost)
- 2003 — «Хортлак» (англ. The Hortlak)
- 2004 — «Чарівна сумочка[en]» (англ. The Faery Handbag)
- 2005 — «Магія для початківців[en]» (англ. Magic for Beginners)
- 2011 — «Долина дівчат» (англ. Valley of the Girls)
- 2012 — «Два будинки» (англ. Two Houses)
- 2014 — «Я бачу тебе наскрізь» (англ. I Can See Right Through You)
- 2014 — «Леді та лиса» (англ. The Lady and the Fox)
- 2015 — «Гра розгрому та відновлення» (англ. The Game of Smash and Recovery)

## Обрані нагороди та номінації

### Нагороди
- 1997 — Меморіальна премія Джеймса Тіптрі-молодшого за оповідання «Подорожі зі Сніговою королевою»
- 1999 — Всесвітня премія фентезі за найкращий твір короткої форми за оповідання «Капелюх спеціаліста»
- 2002 — Премія «Неб'юла» за найкращу коротку повість за повість «Привид Луїзи»
- 2004 — Премія Британської науково-фантастичної асоціації за найкращу повість за повість «Магія для початківців[en]»
- 2004 — Всесвітня премія фентезі за найкращу повість за повість «Хортлак»
- 2004 — Премія Брема Стокера за найкращу антологію за 17 випуск антології «Найкраща фентезі та жах року[en]» (разом з Еллен Датлов та Гевіном Грантом)
- 2005 — Премія «Неб'юла» за найкращу повість за повість «Чарівна сумочка[en]»
- 2005 — Премія «Г'юго» за найкращу коротку повість за повість «Чарівна сумочка»
- 2005 — Премія «Локус» за найкращу коротку повість за повість «Чарівна сумочка»
- 2006 — Премія «Неб'юла» за найкращу коротку повість за повість «Магія для початківців»
- 2009 — Велика премія уяви за збірку «Молодий детектив та інші історії» (фр. La jeune détective et autres histoires étranges)
- 2016 — Меморіальна премія імені Теодора Стерджона за оповідання «Гра розгрому та відновлення»

### Номінації
- 1999 — Номінація на Всесвітню премію фентезі за найкращий твір короткої форми за оповідання «Подорожі зі Сніжною королевою»
- 2001 — Номінація на Всесвітню премію фентезі за найкращий твір короткої форми за оповідання «Туфлі та шлюб»
- 2002 — Номінація на премію «Локус» за найкращу збірку одного автора за збірку «Відбуваються дивні речі»
- 2004 — Номінація на Всесвітню премію фентезі за найкращу збірку за збірку «Відбуваються дивні речі»
- 2004 — Номінація на премію Британської науково-фантастичної асоціації за найкращу повість за повість «Чарівна сумочка»
- 2005 — Номінація на Всесвітню премію фентезі за найкращий твір короткої форми за повість «Чарівна сумочка»
- 2008 — Номінація на Велику премію уяви за переклад повісті «Магія для початківців»
- 2009 — Номінація на Всесвітню премію фентезі за найкращу збірку за збірку «Милі монстри»
- 2012 — Номінація на премію «Локус» за найкраще оповідання за оповідання «Долина дівчат»
- 2013 — Номінація на премію «Локус» за найкраще оповідання за оповідання «Два будинки»
- 2015 — Номінація на Всесвітню премію фентезі за найкращий твір короткої форми за оповідання «Я бачу тебе наскрізь»
- 2015 — Номінація на премію «Локус» за найкраще оповідання за оповідання «Леді та лиса»
- 2016 — Номінація на премію «Локус» за найкращу збірку одного автора за збірку «Потрапити у халепу»
- 2016 — Номінація на премію «Локус» за найкраще оповідання за оповідання «Гра розгрому та відновлення»
- 2016 — Номінація на Всесвітню премію фентезі за найкращу збірку за збірку «Потрапити у халепу»
- 2016 — Фіналістка Пулітцерівської премії за художню книгу за збірку «Потрапити у халепу»